# Matthias Jakisic

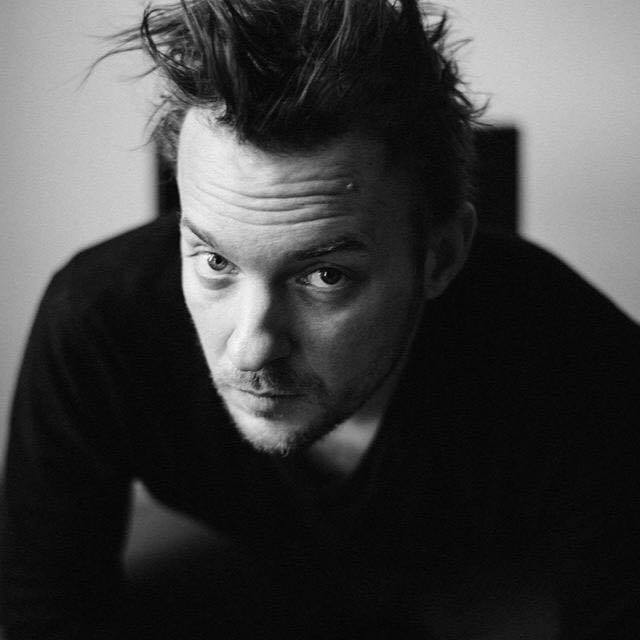
Matthias Jakisic, 2015

Matthias Jakisic, auch bekannt unter dem Künstlernamen „JIG“, (* 14. Mai 1977 in Niederösterreich) ist ein österreichischer Geiger, Musikproduzent und Komponist für Theater.

## Biografie

### Musikalische Entwicklung
Jakisic wuchs als Sohn einer österreichischen Mutter und eines kroatischen Vaters mit drei Geschwistern in Niederösterreich auf. Seine Eltern, beide Opernsänger, förderten die musikalische Erziehung ihrer Kinder und erkannten schon früh Jakisics besonderes Talent. Im Alter von sechs Jahren begann er mit dem Violinunterricht.
Seine Spielweise, durch die er später unter anderem als „Teufelsgeiger“ bekannt wurde, sowie seine besondere musikalische Note entwickelte Jakisic laut eigenen Aussagen außerhalb seiner Musikausbildung: „In der Musikschule lernst du die Technik, im Leben lernst du das Hören und das Zuhören. Und auch spielerisch ergibt sich nach Jahren so etwas wie eine eigene Note. Das merkt man selbst eigentlich gar nicht wirklich, aber prinzipiell würde ich mal sagen, dass alles, was ich abseits der Geige gelernt habe, auf dem Prinzip ‚learning by doing‘ basiert.“
Heute bewegt sich Jakisic als Geiger, Produzent und Komponist zwischen Klassik, elektronischer Musik und Pop und ist neben vielzähligen Kooperations- und Soloprojekten auch als Komponist und Musiker für Theaterproduktionen, unter anderem am Wiener Burgtheater, tätig. In der heimischen und internationalen Musikszene ist Jakisic vor allem für seine musikalische Vielseitigkeit und seinen avantgardistischen Stil bekannt: „Matthias Jakisic ist unberechenbar. Unberechenbar in seiner musikalischen Vielfalt.“ (Sam Vahdat, Trackshittaz).

### Nationale und internationale Projekte
Bereits in seiner Jugend war Jakisic als Songwriter, Geiger und Sänger an unterschiedlichen CD-Produktionen beteiligt – unter anderem für die Bands Nameless, Sadjewuschek, Ballycotton und Faust.a.d.D.
Im Alter von 21 Jahren veröffentlichte Jakisic sein erstes Soloalbum „Reset“, an dem über 20 nationale und internationale Künstler mitwirkten, unter anderem Christian Eigner (Schlagzeuger der Band Depeche Mode), Al Slavik (ehemaliger Bassist der Band Alphaville) sowie der Jazzmusiker Dhafer Youssef. Von 1998 bis 2000 lebte und arbeitete Jakisic in London. Nach mehreren internationalen Tourneen kehrte er für die Zusammenarbeit mit der österreichischen Beatbox-Band Bauchklang, die er drei Jahre lang als Co-Produzent begleitete, zurück nach Österreich.
Jakisic war als Musiker und Produzent an über 100 CD-Produktionen beteiligt, unter anderem mit und für Künstler und Bands wie Ballycotton, Bauchklang, Peter Kruder, Fritz Fitzke, Hallucination Company, Francis International Airport, Phil Gould (Level 42), Archive, Rodney Hunter, Legat Team, Alexander Bisenz, Dieter Libuda, FSHW, Christian Eigner, Al Slavik, Slava Grigorjan, Otto Lechner, Karl Ritter, Peter Rosmanith, Thomas Lang (Robbie Williams), Still, Phil Dearing, Albin Janoska (Count Basic, SOHN), GuGabriel, Yok, ROIA, Sam Vahdat, Sober Killer, Zebo Adam (Russkaja), IYASA, Faust a. d. D., Excuse Me Moses, Otmar Binder, Alexander Nefzger, Marlene Johnson, I-Wolf, Paul Coxx, Radio Days, Woidfish, Mario Lang, Nameless, Kommando Elefant und Julia A. Noack.
2015 präsentierte Jakisic sein neues Soloprogramm "Live in Loops" in Wien, am London International Arts Festival, im Österreichischen Kulturforum Istanbul sowie an der 21 Rio International Cello Encounter 2015 in Rio de Janeiro.

### Theatermusik
2006 startete Jakisic seine Zusammenarbeit mit Dschungel Wien – Theaterhaus für junges Publikum und begleitete in den darauffolgenden fünf Jahren die teils preisgekrönten und international erfolgreichen Stücke „Wiegentanz“, „Überraschung“, „Geheime Welten“, „Duftträume“, „Popcorn“, „Sand“, „Diktator“, „Maxima und Moritza“ und „Spiegelspiele“ als Komponist und Live-Musiker.
Mit der Jungen Burg – Jugendtheater des Wiener Burgtheaters – kooperierte Jakisic erstmals 2010 in der Inszenierung des Stücks „Parzival / Short Cut“. Diese Zusammenarbeit wurde in den darauffolgenden Stücken „Bonny und Clyde“, „Tristan und Isolde“, „Alice im Wunderland“, „Peter Pan“, „Yellow Moon“, „In 80 Tagen um die Welt“, „Die Fledermaus“, „Kohlhaas“ und „Ich sehe was, was du nicht siehst – Don Quijote“ fortgesetzt.
2011 wurde Jakisic für seine Musik in „Sand“, „Diktator“, „Parzival / Short Cut“ und „Bonny und Clyde“ mit dem STELLA – Darstellender.Kunst.Preis für junges Publikum in der Kategorie „Herausragende Musik“ ausgezeichnet.
2014 ist Jakisic als Komponist für die Salzburger Festspiele und das Burgtheater Wien („Die letzten Tage der Menschheit“ unter der Regie von Georg Schmiedleitner) sowie für das Theater in der Josefstadt („Liebelei“, unter anderem mit Otto Schenk) tätig.
Im Jahr 2015 folgte eine erneute Zusammenarbeit mit Georg Schmiedleitner für das Stück „Engel des Vergessens“ von Maja Haderlap am Wiener Burgtheater. Unter Regisseur Antú Romero Nunes arbeitete Jakisic des Weiteren an den Stücken „Die Macht der Finsternis“ (Musiker) und „Hotel Europa oder der Antichrist“ (Komposition). Für die Junge Burg komponierte Jakisic den Soundtrack für das Stück „Der Kick“ unter der Regie Peter Raffalts.
In der Saison 2015/16 komponierte Matthias Jakisic erstmals gemeinsam mit Wolfgang Schlögl (Sofa Surfers) für das Stück „Lichter der Vorstadt“ am Landestheater Niederösterreich. Die Produktion in der Fassung und Inszenierung von Alexander Charim wurde mit dem Nestroy-Theaterpreis 2016 in der Kategorie „Beste Bundesländer-Aufführung“ ausgezeichnet.
Vollständige Liste bisheriger Theaterproduktionen.

## CD-Produktionen (Auswahl)
| Jahr | Interpret/Titel                                   | Beitrag                              |
| ---- | ------------------------------------------------- | ------------------------------------ |
| 1997 | Ballycotton, Joanna's Wedding                     | Songwriting, Violine                 |
| 1997 | Ballycotton, Fairytale                            | Songwriting, Violine                 |
| 1999 | Jig, Reset                                        | Songwriting, Violine, Produktion     |
| 1999 | Dieter Libuda, Timelight                          | Violine                              |
| 2001 | Bauchklang, Don't Ask Me                          | Remix                                |
| 2001 | Still, Crystalline                                | Violine                              |
| 2004 | Still, Still 3                                    | Violine, Programming                 |
| 2005 | Bauchklang, Don't Step                            | Songwriting, Arrangement             |
| 2005 | Slava Grigoryan / Al Slavic, Continental Shift    | Violine, String Arrangement          |
| 2006 | Bauchklang, Rhythm of Time / Barking news         | Songwriting                          |
| 2006 | Bauchklang, Many People                           | Songwriting, Co-Produktion           |
| 2006 | Roia, Cute Little Fear                            | Violine                              |
| 2008 | Yok, Yok                                          | Produktion, Violine, Programming     |
| 2009 | Phil Gould, Watertight                            | String Arrangement                   |
| 2009 | Al Slavik, Trust                                  | String Arrangement                   |
| 2009 | Peter Rosmanith, Schneesand                       | Violine                              |
| 2009 | Excuse Me Moses, Pole Shift                       | String Arrangement                   |
| 2010 | Francis International Airport, In The Woods       | Violine                              |
| 2012 | Bauchklang, Ray Remixed                           | Remix                                |
| 2012 | Hallucination Company, Circus der Hallucinationen | Violine                              |
| 2012 | Gugabriel, Adam & Eve                             | String Arrangement                   |
| 2013 | I-Wolf, Skull & Bones                             | Violine                              |
| 2013 | Archive, Hatchet                                  | Remix                                |
| 2013 | Rodney Hunter, Hunter Express                     | Violine                              |
| 2013 | Dieter Libuda, Sofatimes                          | Gesang                               |
| 2014 | Kommando Elefant, Tabula Rasa                     | Songwriting, Produktion, Programming |

## Theaterproduktionen
| Theater                              | Stück                                        | Beitrag                            |
| ------------------------------------ | -------------------------------------------- | ---------------------------------- |
| Burgtheater Wien                     | Parzival / Short Cut                         | Komposition                        |
| Burgtheater Wien                     | Tricky Love / Tristan und Isolde             | Komposition                        |
| Burgtheater Wien                     | Bonnie und Clyde                             | Komposition                        |
| Burgtheater Wien                     | Alice im Wunderland                          | Komposition                        |
| Burgtheater Wien                     | Peter Pan                                    | Komposition / Live                 |
| Burgtheater Wien                     | Die Fledermaus                               | Komposition                        |
| Burgtheater Wien                     | Yellow Moon                                  | Komposition / Live                 |
| Burgtheater Wien                     | In 80 Tagen um die Welt                      | Musiker                            |
| Burgtheater Wien                     | Weihnachten mit Pettersson und Findus        | Musiker                            |
| Burgtheater Wien                     | Ego Shooter – Michael Kohlhaas               | Komposition                        |
| Burgtheater Wien                     | Don Quijote                                  | Komposition                        |
| Burgtheater Wien                     | König Lear                                   | Live                               |
| Burgtheater Wien                     | Die letzten Tage der Menschheit              | Komposition / Live                 |
| Burgtheater Wien                     | Engel des Vergessens                         | Komposition / Live                 |
| Burgtheater Wien                     | Hotel Europa oder der Antichrist             | Komposition / Live                 |
| Burgtheater Wien                     | Die Macht der Finsternis                     | Musiker                            |
| Burgtheater Wien                     | Der Kick                                     | Komposition                        |
| Theater an der Josefstadt            | Liebelei                                     | Komposition                        |
| Schauspielhaus Salzburg              | Zur schönen Aussicht                         | Komposition                        |
| Schauspielhaus Graz                  | Fräulein Julie                               | Komposition                        |
| Schauspielhaus Wien                  | Salon Désir. Sade. Im Namen des Vaters.      | Sprachmaschinenaufnahmen / Schnitt |
| Schauspielhaus Wien                  | Freestyle                                    | Tonaufnahmen                       |
| Akademietheater                      | Die Macht der Finsternis                     | Live                               |
| Dschungel Wien                       | Sand                                         | Komposition / Live                 |
| Dschungel Wien                       | Überraschung                                 | Komposition / Live                 |
| Dschungel Wien                       | Diktator                                     | Komposition / Live                 |
| Dschungel Wien                       | Popcorn                                      | Komposition / Live                 |
| Dschungel Wien                       | Geheime Welten                               | Komposition                        |
| Dschungel Wien                       | Wiegentanz                                   | Komposition                        |
| Dschungel Wien                       | Maxima und Moritza                           | Komposition                        |
| Dschungel Wien                       | Duftträume                                   | Komposition / Live                 |
| Dschungel Wien                       | Spiegelspiele                                | Komposition                        |
| Dschungel Wien                       | Wolkenträume                                 | Komposition                        |
| Theater ohne Grenzen                 | Remember me – Shakespeare's Hamlet revisited | Komposition / Violine              |
| Theater Caprile                      | Wunderbare Biester                           | Komposition                        |
| Theater Perpetuum                    | Nach Moskau                                  | Live / Violine                     |
| Szene bunte Wähne                    | Übermorgen                                   | Komposition / Live                 |
| Theater Akzent                       | Wind im Mund                                 | Violine                            |
| Lilarium                             | Das Konzert der Frösche                      | Komposition (mit Otto Lechner)     |
| Schäxpir Theater für junges Publikum | Ich Jane – Du Tarzan                         | Komposition                        |
| Landestheater Niederösterreich       | Lichter der Vorstadt                         | Komposition                        |
| Komödienspiele Sophienalpe           | Der Kleidertausch                            | Komposition                        |

## Auszeichnungen
1997 erhielt Jakisic den Youngsters of Arts Award – den Jugendförderpreis der Stadt St. Pölten für junge Kunstschaffende.
2012 wurde Jakisic mit fünf Stücken für den STELLA – Darstellender.Kunst.Preis für junges Publikum in der Kategorie „Herausragende Musik“ nominiert („Bonny und Clyde“ / Junge Burg, „Parzival / Short Cut“ / Junge Burg, „Popcorn“ / Dschungel Wien, „Diktator“ / Dschungel Wien, „Sand“ / Dschungel Wien). Ausgezeichnet wurde er für seine Musik in „Sand“, „Diktator“, „Parzival / Short Cut“ und „Bonny und Clyde“.
Begründung der nationalen Jury:

„Die Musik von der die Rede ist, ist Akzentsetzer, Impulsgeber, greift in das Bühnengeschehen ein und wird zum selbstständigen Spielpartner. Mal ist sie leise und minimalistisch, mal laut und schräg – aber immer ist sie Teil der Inszenierung mit der sie eine innige Beziehung eingeht und ihren unverwechselbaren Klang entwickelt. Für seine Musik steht er mal als Darsteller mit seiner Violine selbst auf der Bühne, mal als Komponist, mal Sound-Designer und Arrangeur – aber immer bleibt seine Musik unverwechselbar und verleiht der Inszenierung eine neue Dimension. Seit mittlerweile 5 Jahren tut er dies für den DSCHUNGEL WIEN und seit 2010 auch an der Jungen Burg. Seine Musik ist vielseitig und eigenwillig, sie ist Gesamtkunstwerk und Soloperformer und deshalb ist er ein echter Theatermusiker.“

2016 wurde das Stück „Lichter der Vorstadt“ mit dem Nestroypreis in der Kategorie „Beste Bundesländer-Aufführung“ ausgezeichnet.